# Party line (telefonie)
Een party line is een telefoonsysteem waarbij twee of meer gebruikers op dezelfde telefoonlijn zijn aangesloten. Voor de Tweede Wereldoorlog was in de Verenigde Staten het party-linesysteem de belangrijkste aansluitwijze voor particuliere abonnees. Twee tot tien of twintig gebruikers waren aangesloten op een enkele lijn: er kon dan anoniem meegeluisterd worden met degene voor wie de oproep bedoeld was. Tot en met de jaren 80 was er nog een niet te verwaarlozen aantal mensen aangesloten op zo'n systeem. Party line wordt hedendaags nog beperkt gebruikt in afgelegen gebieden of als intercomsysteem bij evenementen.

## Selectief bellen

### Belcadens
Om de gebruikers van elkaar te onderscheiden werden in de eerste versie van het party-linesysteem door de telefonistes verschillende belcadensen gebruikt zodat de abonnees wisten voor wie de oproep bestemd was. De eerste abonnee kreeg bijvoorbeeld de belcadens kort-kort en de tweede kort-lang-kort. Zo'n systeem van belcadensen werd dan afgesproken voor alle abonnees op het systeem. Andere gebruikers konden ook de hoorn opnemen en meeluisteren. De veelvuldig rinkelende telefoon en het afluisteren waren een bron van irritatie en verbeterde belmethoden werden geïntroduceerd in midden van de 20ste eeuw.

### Tip-party en ring-party
Dit is een geavanceerd systeem waarbij enkel de telefoon van de opgeroepene rinkelt, maar men nog steeds kan afluisteren. Men weet enkel niet wanneer de anderen aan het bellen zijn.

## Huidige toepassingen
- Adams' Pack Station, hoog in de bergen boven Los Angeles. Big Santa Anita Canyon, vlak bij Sierra Madre, Californië heeft 81 telefooncabines.
- Saskatchewan, in deze Canadese provincie bestaan nog party-lines
- Party Line systemen zijn tegenwoordig ook digitaal, het heeft eigenlijk niet veel meer te maken met de originele techniek maar het wordt nog steeds zo genoemd omdat iedereen de benaming kent.

## Rol in films
- Mr. Hobbs Takes a Vacation, 1962, telkens als men de hoorn opneemt hoort men de laatste roddels.
- Pillow Talk, 1959, maakt het partyline-systeem deel uit van de plot van de film.